# Jan Kobuszewski
Jan Kobuszewski (Varsó, 1934. április 19. – 2019. szeptember 28.) lengyel színész, szinkronszínész.

## Filmjei
Mozi- és tv-filmek
- A reménység órái (Godziny nadziei) (1955)
- Varsói szirén (Warszawska syrena) (1956)
- Éva aludni akar (Ewa chce spać) (1958)
- Kalosze szczęścia (1958)
- Nincs kegyelem (Zamach) (1959)
- Ostrożnie Yeti (1961)
- Szerencsés Tóni (Szczęściarz Antoni) (1961)
- Kwiecień (1961)
- Jadą goście jadą... (1962)
- Złoto (1962)
- Bakfis (Smarkula) (1963)
- Naprawdę wczoraj (1963)
- A lányrabló (Żona dla Australijczyka)  (1964)
- Piekło i niebo (1966)
- Nowy (1970)
- Pogoń za Adamem (1970)
- Kellemetlen vendég (Kłopotliwy gość) (1971)
- Poszukiwany, poszukiwana (1973)
- Nie ma róży bez ognia (1974)
- Barna férfi estidőben (Brunet wieczorową porą) (1976)
- Halló, Kecskeszakáll! (Hallo Szpicbródka, czyli ostatni występ króla kasiarzy) (1978)
- ...Cóżeś ty za pani... (1979)
- Miłość ci wszystko wybaczy (1981)
- Húszas, harmincas évek (Lata dwudzieste... lata trzydzieste...) (1984)
- Miłość z listy przebojów (1985)
- Mrzonka (1985, tv-film)
- Złoto dezerterów (1998)
- Ryś (2007)

Tv-sorozatok
- Barbara i Jan (1965, hét epizódban)
- Wojna domowa (1966, hét epizódban)
- Czterdziestolatek  (1975, hét epizódban)
- Przygód kilka wróbla Ćwirka (1983–1989, hang)
- 5 dni z życia emeryta (1985)
- Alternatywy 4 (1986, két epizódban)
- Codzienna 2 m. 3 (2005–2007, 35 epizódban)
- U fryzjera (2006, egy epizódban)